# 袁瓌
袁瓌（？—？），字山甫，陳郡陽夏（今河南太康）人。西晉末年及東晉初年官員，官至國子祭酒、散騎常侍。袁瓌亦是東漢末郎中令袁渙的曾孫。

## 生平
袁瓌祖父及父親都早死，袁瓌與弟弟袁猷在八王之亂時為求帶著母親避亂，於是請求在江淮一帶的縣任官，終拜呂令，後又遷任江都令。袁瓌後南渡長江，並受命為丹楊令。晉元帝於建武元年（317年）稱帝，建立東晉，以袁瓌為奉朝請，後又遷為治書御史。
袁瓌後出任廬江太守。永昌元年（322年），大將軍王敦以討劉隗、刁協為名起兵進攻建康（今江蘇南京），引袁瓌為自己的諮議參軍。後來，袁瓌又出任臨川郡太守。王敦之亂於太寧二年（324年）平定後，袁瓌又任鎮南將軍卞敦的軍司，但不久就自行辭職，並寓游於會稽。及至咸和三年（328年）時蘇峻起兵攻陷建康，袁瓌就與會稽太守王舒等人起兵討伐蘇峻。次年討伐軍成功平定蘇峻部眾，袁瓌亦以功封長合鄉侯，並受徵為散騎常侍。後來曾遷任大司農，接著又轉任國子祭酒，加散騎常侍。其時袁瓌見東晉朝廷經歷過王敦及蘇峻兩次叛亂，禮教不興，於是上秦建議朝廷提供儒者土地和屋舍，讓其收取學生，並賜博士僚屬官位，以圖推廣儒學。朝廷終應允他所求，並重新開始了儒學在江南的發展。
袁瓌後以年老為由辭官，不久就去世。朝廷追贈光祿大夫，諡號為恭。

## 家庭

### 弟弟
- 袁猷，字申甫，與袁瓌齊名。先後接替兄長任呂令及江都令，並與其南渡，歷任武康令、侍中、衞尉卿。孫袁宏著《後漢紀》。

### 子
- 袁喬，嗣子，官至龍驤將軍，曾隨桓溫率兵入蜀，消滅成漢。孫袁山松著《後漢書》。

## 延伸阅读
[在维基数据编辑]
 《晉書·卷083》，出自房玄齡《晉書》